# Università medica slovacca di Bratislava
L'Università medica slovacca di Bratislava (in slovacco: Slovenská zdravotnícka univerzita v Bratislave) con sede a Bratislava in Slovacchia è un'università pubblica, fondata con apposita legge del 25 giugno 2002.
È una delle università che fornisce istruzione post-laurea in discipline mediche ed è stata creata da un istituto non universitario noto come "Accademia postlaurea di medicina slovacca" (SPAM). Poiché la direttiva europea nel campo dell'educazione medica, stabilisce che tale istruzione può essere fornita solo da un istituto di istruzione di tipo universitario, è stata istituita l'Università di medicina slovacca a Bratislava.
La sua sede principale si trova nel quartiere di Kramáre, dove ha anche il suo centro didattico. L'università comprende anche centri didattici fuori Bratislava, situati in tutta la Slovacchia.

## Facoltà
L'Università si articola nelle seguenti facoltà:
- Medicina
- Infermieristica e scienze mediche professionali
- Medicina sociale
- Scienze mediche (con sede a Banská Bystrica)